# Ostani kraj mene
"Ostani kraj mene" ("tradução portuguesa: "Fica ao meu lado") foi a canção que representou a Bósnia e Herzegovina no Festival Eurovisão da Canção 1994 que se realizou em Dublin, na Irlanda.
Foi interpretada em bósnio por Alma e Dejan. Foi a 18.ª canção a ser interpretada na noiute do evento, a seguir à canção norueguesa "Duett, cantada por Elisabeth Andreassen eJan Werner Danielsen e antes da canção grega "To Trehandiri", interpretada por Costas Bigalis & The Sea Lovers. A canção terminou em 15.º (entre 25 participantes), recebendo um total de 39 pontos. No ano seguinte, em 1995, a Bósnia e Herzegovina foi representada pela canção "Dvadeset prvi vijek", cantada por Davor Popović.

## Autores
A canção tinha letra de Edo Mulahalilović, música de Adi Mulahalilović e foi orquestrada por Sinan Alimanović.

## Letra
A canção é um dueto de amor, na qual um dos cantores reclama que "Todo o sofrimento irá desaparecer/Excepto esta canção, eu e tu".

## Versões
O duo lançou uma versão em inglês intitulada "Stay with me".